# 川島普
川島 普（かわしま ひろし、1924年1月2日 - ）は、日本の土木工学・衛生工学者。大阪工業大学名誉教授。工学博士（京都大学）。勲三等瑞宝章受章。
専門は、土木工学・衛生工学（特に上下水道工学）、水理学・環境科学。

## 来歴
京都大学工学部土木工学第三講座（のちの衛生工学科初代教授を務めた岩井重久の衛生工学研究室）で助手を務める。1955年に大阪工業大学工学部土木工学科助教授となり、土木工学教室を担当した。1960年に京都大学より論文「上下水処理施設の汚泥管理に関する基礎的研究」で工学博士号を取得する。1963年に同学科教授に就任した。1987年同大学図書館長。1994年大阪工業大学名誉教授。
2001年秋の叙勲で、勲三等瑞宝章受章。
大阪工業大学土木工学科では40年近く教鞭を執り、大学開学初期の土木工学・衛生工学（のちの環境工学）の研究推進・育成に貢献した。
主な所属学会は、土木学会、日本水道協会、日本水処理技術研究会、日本下水道協会、環境技術学会、日本地球化学会など。

## 著書
- 『衛生工学』（共著）明現社〈土木選書〉、1977年
- 『衛生工学（新訂）』（共著）明現社 、1999年

## 主な研究
- 上下水処理施設の汚泥管理に関する基礎的研究
- 泥の圧縮・沈降に関する数値解析 - 京都大学衛生工学科との共同研究
- 透水性傾斜面上の汚泥層の2軸自重圧密の実験的考察[8]
- 汚泥の干渉沈降特性と上向流中における浮遊平衡の実験的考察 - 大阪市土木局との共同研究
- 淀川における水質・負荷量の変動特性 - 大阪市立環境科学研究所との共同研究[9]
- 1点酸素供給型オキシデーション・ディッチ(OD)法のモデル解析と合理的設計